# Wessely László-díj
A Wessely László-díjat (vagy Wessely-díj vagy Wessely László műfordítói díj) az Európa Könyvkiadó néhai jeles műfordítójának hagyatékából testvére, André Wessel alapította 1980-ban a kiadóval közösen.

## Wessely László-díjasok

### 1980–1989
- 1980 Tellér Gyula költő, műfordító
- 1981 Bartos Tibor műfordító
- 1982 Tomcsányi Zsuzsanna műfordító
- 1983 Bognár Róbert író, műfordító, szerkesztő és Gállos Orsolya műfordító, tanár
- 1984 Bart István író, műfordító, szerkesztő
- 1985 Györffy Miklós író, műfordító, irodalomtörténész és Nemes Anna műfordító
- 1986 Csordás Gábor költő, műfordító, szerkesztő és Téglásy Imre költő, műfordító, irodalomtörténész
- 1987 Gy. Horváth László műfordító, szerkesztő
- 1988 Békés Pál író, drámaíró, műfordító
- 1989 Barna Imre műfordító, szerkesztő és Kúnos László műfordító, szerkesztő

### 1990–1999
- 1990 Kántor Péter költő, műfordító
- 1991 Magyarósi Gizella műfordító, szerkesztő
- 1992 M. Nagy Miklós műfordító, esszéíró, szerkesztő
- 1993 Falvay Mihály műfordító
- 1994 Barkóczi András műfordító
- 1995 Vághy László műfordító
- 1996 Dezsényi Katalin műfordító, szerkesztő
- 1997 Bratka László író, költő, műfordító
- 1998 Kamocsay Ildikó író, műfordító
- 1999 Imreh András költő, műfordító

### 2000–2009
- 2000 N. Kiss Zsuzsa műfordító
- 2001 Scholz László irodalmár, műfordító
- 2002 Sóvágó Katalin műfordító
- 2003 Pálfalvi Lajos irodalmár, tanár, műfordító
- 2004 Vargyas Zoltán műfordító
- 2005 Mesterházi Mónika költő, műfordító
- 2006 Szántó Judit szerkesztő, műfordító
- 2007 Murányi Beatrix műfordító, újságíró
- 2008 Soproni András tanár, műfordító
- 2009 Győri László rádiós újságíró, műfordító

### 2010–2019
- 2010
- 2011 Tábori Zoltán műfordító, újságíró, szociográfus
- 2012 Szénási Ferenc műfordító, irodalomtörténész
- 2013 Lőrinszky Ildikó műfordító
- 2014 Kurdi Imre műfordító, irodalomtörténész, költő
- 2015 Tótfalusi István író, nyelvész, műfordító
- 2016 Rakovszky Zsuzsa költő, író, műfordító
- 2017 Lator László költő, műfordító, esszéista
- 2018 Pék Zoltán műfordító
- 2019 Tandori Dezső  költő, író, műfordító